# БелАЗ-75570
БелАЗ-75570 — карьерный самосвал грузоподъемностью 90 тонн разработан как машина высокого технического уровня нового класса грузоподъемности на шинах радиальной конструкции 27.00R49 с гидромеханической трансмиссией.
За основу при разработке конструкции принято направление на достижение высокой надёжности самосвала и ресурса не менее 600 тысяч км пробега с обеспечением оптимальных показателей по удельной себестоимости транспортных работ, производительности, трудоёмкости технического обслуживания и ремонта, высокой комфортабельности на рабочем месте оператора, что позволяет обеспечить высокие технико-экономические показатели при эксплуатации и достаточную конкурентоспособность.
В конструкции самосвала применены новые технические решения по целому ряду узлов, силовых элементов и систем с использованием современных комплектующих изделий.
Предусмотрена комплектация самосвала следующими узлами и системами:
- дизельного двигателя рабочим объёмом 30 дм³ мощностью 783 кВт (1050 л. с.), соответствующего нормам экологичности TIER I;
- автоматической гидромеханической трансмиссии 6+1;
- дисковых тормозов сухого типа передних колёс и многодисковых охлаждаемых маслом задних колёс (ММОТ) с отдельной гидравлической системой охлаждения ММОТ. Система ММОТ задних колёс является эффективным тормозом-замедлителем, обеспечивающим движение самосвала с грузом под уклон в требуемом диапазоне скоростей;
- объединённой гидравлической системы рулевого управления и системы опрокидывания кузова для упрощения конструкции и повышения безотказности эксплуатации;
- комфортабельной двухместной кабины нового поколения, соответствующей всем требованием международных стандартов с системой безопасности «ROPS»;
- пневмогидравлической подвески с новым направляющим аппаратом, обеспечивающей заданный ресурс эксплуатации и высококомфортные условия работы водителя;
- комбинированной системой пожаротушения с дистанционным управлением;
- автоматической системой смазки;
- системы контроля загрузки и расхода топлива;
- телеметрической системы контроля давления в шинах;
- системы диагностики;
- кондиционером;

Принципы конструирования рамы, оперения, кузова обеспечивают заданную надёжность и долговечность.

Испытания опытных образцов самосвала показали высокую эффективность его эксплуатации.